# 宰米謝 (邵爾斯區)
51°47′17″N 31°53′53″E / 51.78806°N 31.89806°E
宰米謝（烏克蘭語：Займище）是位於烏克蘭北部切爾尼戈夫州裏科留基夫卡區的村莊，始建於1698年，面積27.6平方公里，海拔高度118米，2001年人口502，人口密度每平方公里18.2人。